# Az a szép
Az a szép (akinek a szeme kék) (De mooie(rd) met blauwe ogen) is een bekend Hongaars volksliedje waarvan de melodie is gecomponeerd door Pista Dankó en de tekst is geschreven door Jenő Pártos. Het is door een grote verscheidenheid aan (Hongaarse) artiesten opgenomen.